# Stadion im. Paavo Nurmiego w Turku
Stadion im. Paavo Nurmiego w Turku – stadion lekkoatletyczny w Turku w Finlandii.
Obiekt został oddany do użytku 13 czerwca 1997 w setną rocznicę urodzin Paavo Nurmiego, który od 1920 do 1928 zdobył dwanaście medali igrzysk olimpijskich (w tym 9 złotych).